# Pala Portell
La Pala Portell és una pala del terme de la Torre de Cabdella, dins del seu terme primitiu.
Constitueix el contrafort nord-occidental del Montsent de Pallars i del Tossalet de la Coma, al sud-est de l'Estany Gento i del pantà de Sallente.